# Hauptgebäude der Universität Hamburg

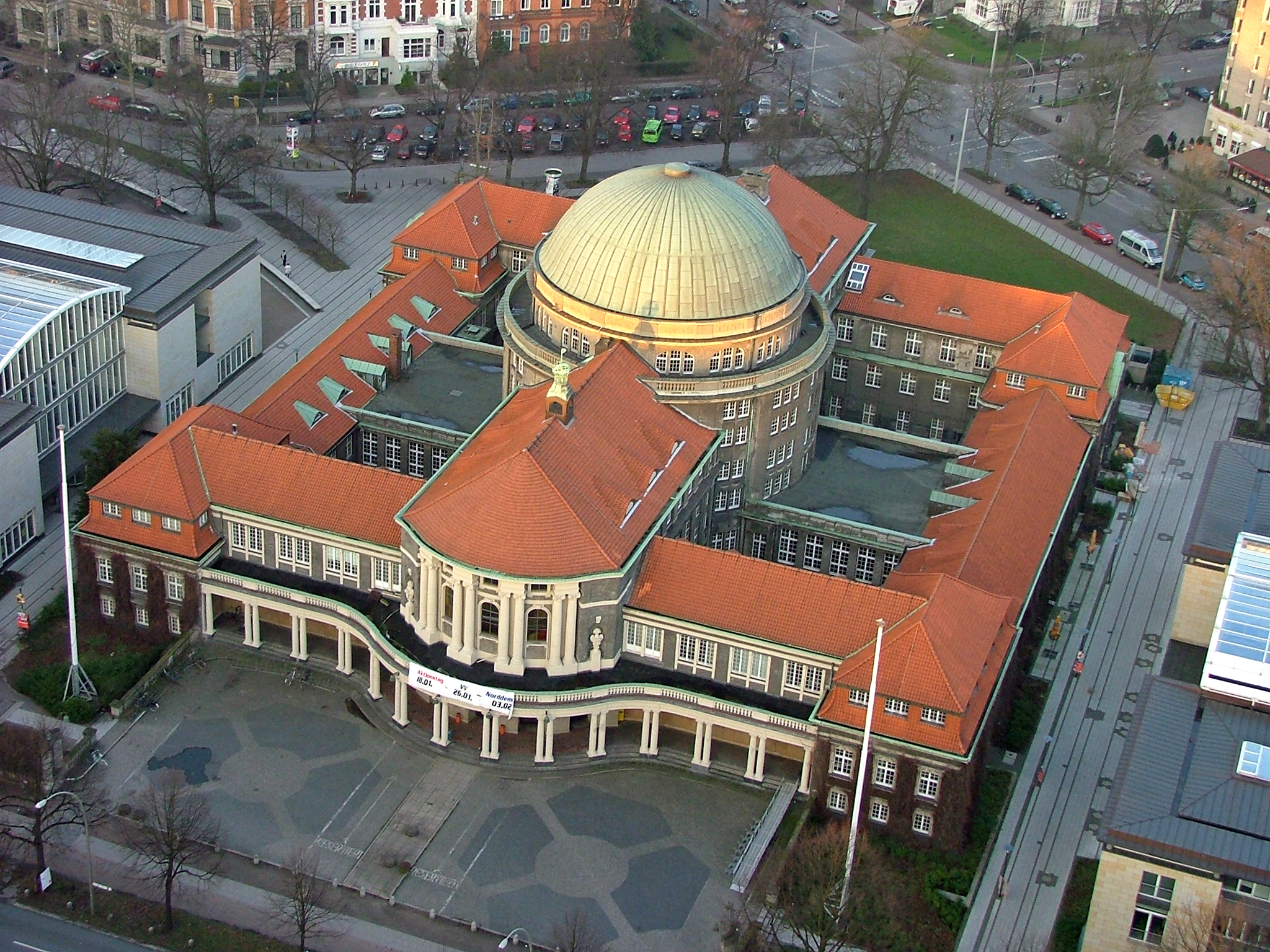
Luftbild des ursprünglichen Hauptgebäudes mit angrenzenden „Flügelbauten“

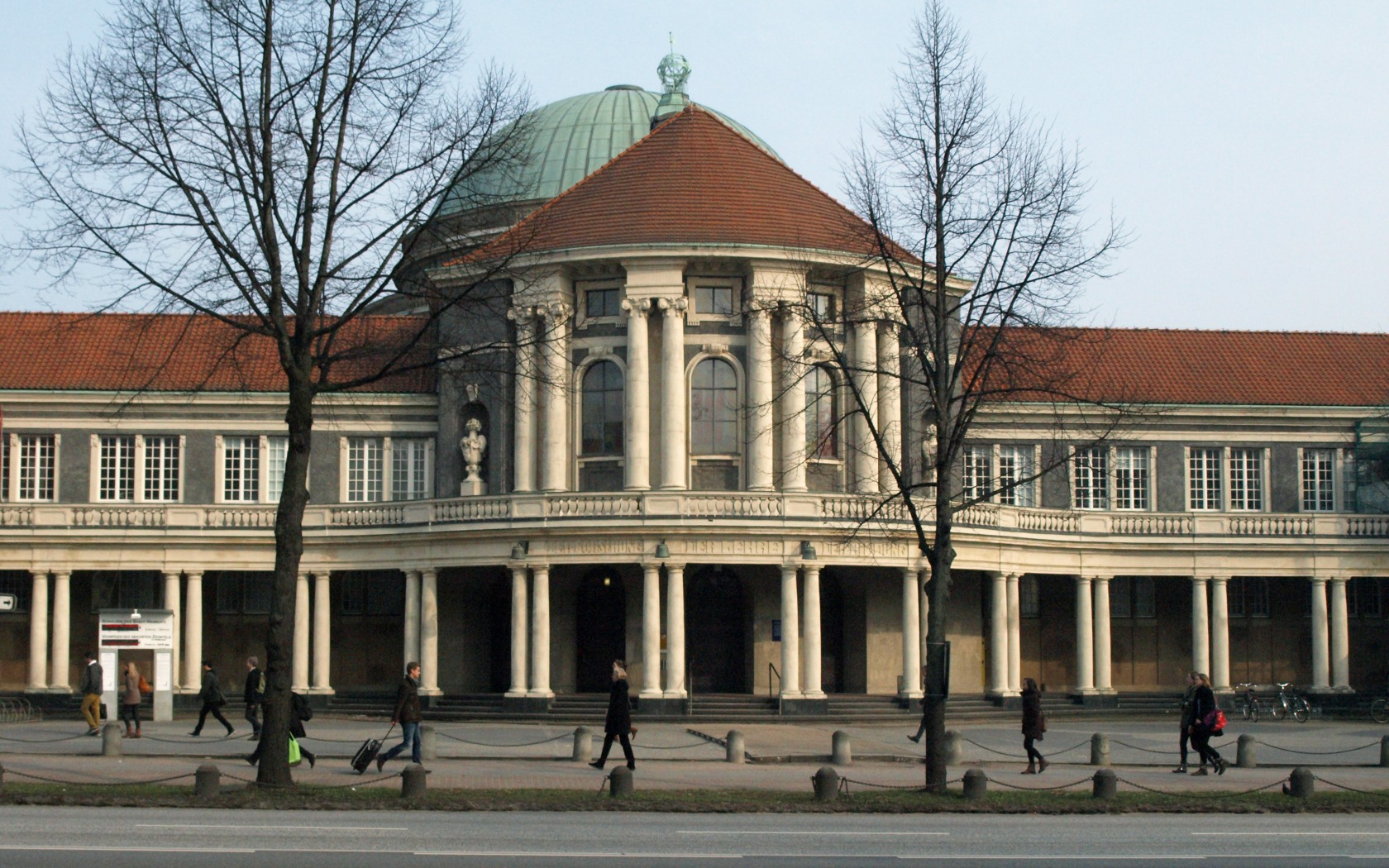
Eingangsbereich Edmund-Siemers-Allee

Das Hauptgebäude der Universität Hamburg in Hamburg-Rotherbaum wurde 1911 als Vorlesungsgebäude errichtet, ab 1919 diente es der neugegründeten Universität Hamburg als Hauptgebäude. Dieses Gebäude nach Entwurf von  Hermann Distel und August Grubitz steht unter Denkmalschutz. Von 1996 bis 2002 wurde das Hauptgebäude an der Edmund-Siemers-Allee 1 („ESA1“) mit zwei baulich separaten Flügelbauten („ESA Flügel West“ bzw. Ost) ergänzt.

## Lage und Beschreibung
Das Gebäude befindet sich nahe dem Bahnhof Dammtor in der Edmund-Siemers-Allee 1.
Der Gebäudekomplex besteht aus dem ursprünglichen Hauptgebäude sowie einem West- und Ostflügel. Das mit einer Kuppel versehene Hauptgebäude beinhaltet mehrere Hörsäle. Das Bauwerk hat eine für Hamburg untypische Rauputzfassade und erinnert aufgrund der geringen Bauhöhe und der neobarocken architektonischen Gestaltung an einen Pavillon.
Im Ostflügel befinden sich unter anderem das Asien-Afrika-Institut, Hörsäle sowie ein Café; im Westflügel sind unter anderem die Bibliothek des Kunstgeschichtlichen Seminars, das Institut für Ethnologie und mehrere Hörsäle untergebracht.

## Geschichte
Das Hauptgebäude war eine Stiftung Edmund Siemers, der das Gebäude für das „Allgemeine Vorlesungswesen“ errichten ließ. Es wurde 1919 von der Universität übernommen. Dem Bau des Hauptgebäudes war 1907/08 ein Wettbewerb vorausgegangen, den das Architekturbüro Diestel & Grubitz der Hamburger Architekten Hermann Distel und August Grubitz gewann. Mitglieder des Preisgerichts waren unter anderem Theodor Fischer, Gabriel von Seidl, Friedrich von Thiersch und Ludwig Hoffmann. Das Gebäude wurde in den Jahren von 1909 bis 1911 erbaut, die Innenräume von 2001 bis 2004 neugestaltet und instand gesetzt.
Der von 1996 bis 1998 erbaute Westflügel und der von 1999 bis 2002 errichtete Ostflügel wurde von Folker Schneehage gestaltet. Bei den Bauten handelt es sich um eine Schenkung der von dem Immobilienkaufmann Helmut Greve gegründeten Dr. Helmut und Hannelore Greve Stiftung für Wissenschaften und Kultur. Experten kritisierten, dass dem Bau der Gebäude kein Wettbewerb vorausgegangen war, sondern die Planungen unter Greves Anleitung erfolgten und die Neubauten einen „Verzicht auf Baukunst“ darstellen würden.